# Arte naíf

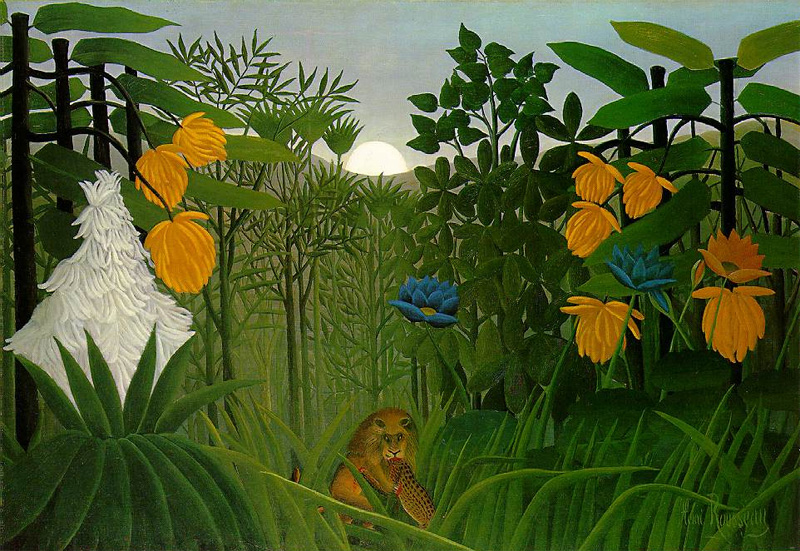
La comida del león (h. 1907) de Henri Rousseau es un ejemplo de arte naíf

La denominación naíf, naif o naïf (del francés naïf, 'ingenuo') se aplica a la corriente artística caracterizada por la ingenuidad y espontaneidad, el autodidactismo de los artistas, los colores brillantes y contrastados y la interpretación libre de la perspectiva o incluso la ausencia de ella. Cuando esta estética es emulada por un artista capacitado, el resultado a veces se llama primitivismo, arte pseudonaíf, 
o falso arte naíf.

## Concepto
El concepto naíf alude no solo a cierto estilo, aplicado en el arte, sino que se formaliza en una graciosa falta de conocimientos técnicos y teóricos: en algunos casos suele faltar un sistema de perspectiva o un punto de fuga, así como un ajustado criterio de las proporciones o un elaborado trabajo cromático, por lo que podríamos decir que los autores pintaban lo que ellos deseaban o les parecía más adecuado sin atenerse a ninguna norma. En este sentido lo naíf puede estar dado por dos motivos distintos aunque no excluyentes: en primer lugar una ingenuidad (que ronda la "ignorancia" respecto a las técnicas y teorías para realizar obras de arte) y, en segundo lugar, una búsqueda (consciente o no) de formas de expresión que evocan a la infancia. En el primer caso, la sencillez aparente es un elaborado esfuerzo de evocaciones; en el segundo, para que el naíf sea auténtico, la intención prístina ha de ser precisamente expresar formalmente lo que evoque a una infancia supuestamente ingenua. Este punto es clave: un arte pseudonaíf revela un objetivo materialista comercial dedicado a un público-meta que puede ser potencial comprador.[cita requerida]

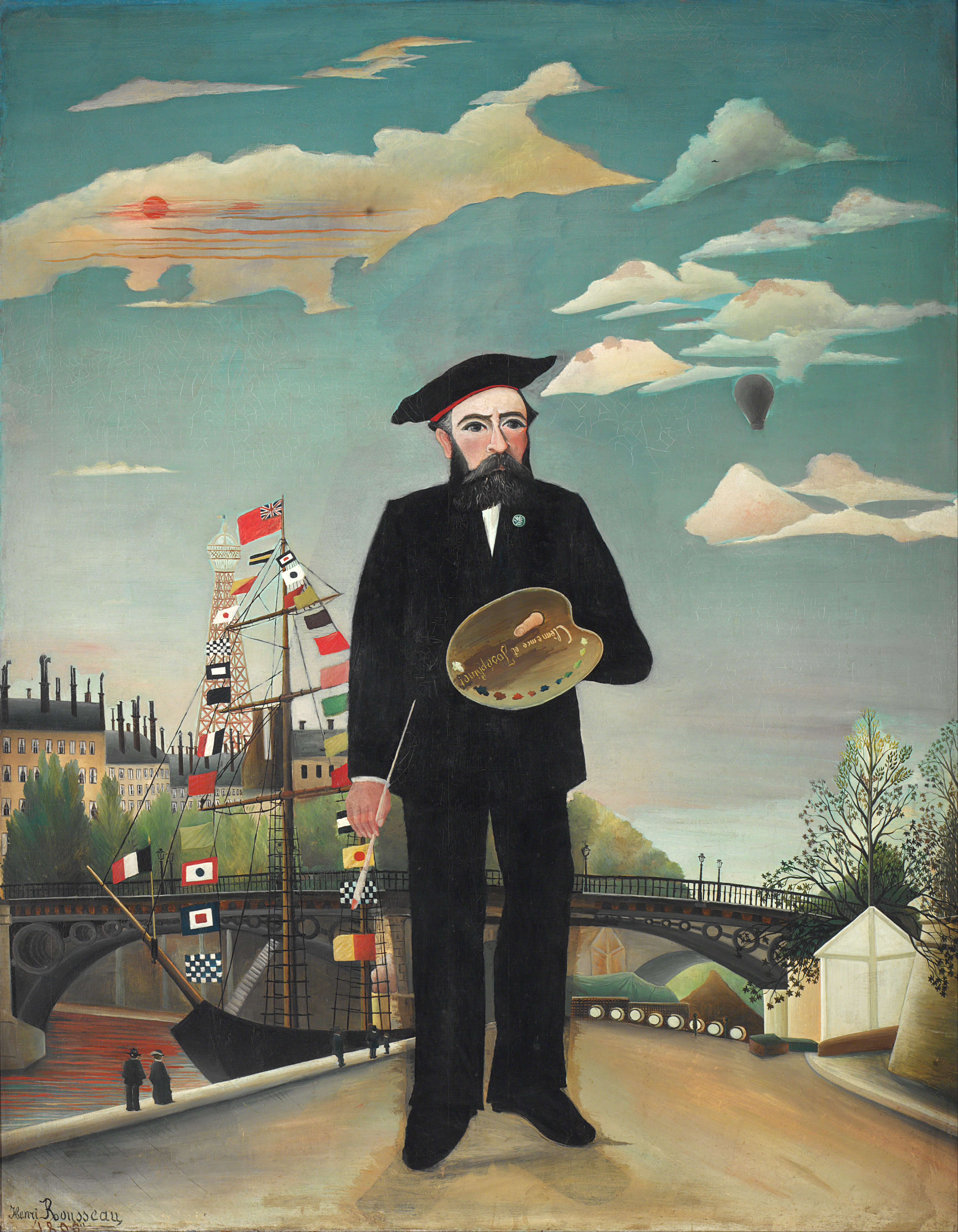
Yo mismo: Retrato-Paisaje, de Henri Rousseau.

Generalmente, esta ignorancia de tendencia infantil se intensificaría como una sintetización de los objetos componentes de la realidad, a partir de una intuición no minuciosa y primaria.

## Motivo
Aunque el genuino naíf por definición no puede tener motivos predeterminados, suelen darse (debido al ambiente cultural en que surge) temáticas relacionadas con la vida campesina, la vida familiar, las costumbres, las tradiciones y la religión, representados siempre con gran imaginación y vivacidad. Por extensión suele darse impropiamente el nombre de "arte naíf" a aquel en que intencionadamente se emulan aspectos del arte naíf propiamente dicho (el arte espontáneamente ingenuo).

## Término
En 1870, en su poema Au Cabaret-Vert, 5 heures du soir, Arthur Rimbaud utiliza la palabra naïf para designar representaciones pictóricas "torpes”: "Yo contemplé los temas muy ingenuos del tapiz", que tal vez sea el caso del origen del empleo naïf en Guillaume Apollinaire algún tiempo después.

## Historia
El coleccionista y crítico de arte alemán Wilhelm Uhde es conocido como el organizador principal de la primera exposición de arte naíf, que tuvo lugar en París en 1928. Los participantes fueron Henri Rousseau, André Bauchant, Camille Bombois, Séraphine Louis y Louis Vivin, conocidos colectivamente como los pintores del Sagrado Corazón.
El interés por la frescura y el lirismo, se desarrolla primero mayormente en Francia a fines del siglo XIX, de la mano de artistas como "El Aduanero" Henri Rousseau (Le Douanier Rousseau), que influye en la pintura presuntamente naíf de Grandma Moses en los Estados Unidos y Alfred Wallis en Inglaterra. En Argentina, coetáneo al francés Rousseau, Cándido López llegó a una expresión formal muy próxima al naíf aunque ambos pintores jamás tuvieron conocimiento de sus respectivas vidas y obras, y por ende no hubo influjo mutuo. Otro ilustrador argentino que ha sido incluido frecuentemente en este estilo es Florencio Molina Campos.
El naíf propiamente dicho se suele encontrar en ciertas pinturas populares o folclóricas. De estas las más conocidas durante el siglo XX se han producido en Haití, incluyendo figuras como Hector Hyppolite y Wilson Bigaud y en Croacia, siendo en Croacia conocidos sus autores, destacando Ivan Generalić. En Bulgaria, Radi Nedelchev se ha conocido como el representante del arte naíf.[cita requerida]